# Matthias Rossi (Rechtswissenschaftler)
Matthias Rossi (* 1968 in Eutin) ist ein deutscher Rechtswissenschaftler und lehrt seit 2008 als Professor für Staats- und Verwaltungsrecht, Europarecht sowie Gesetzgebungslehre an der Universität Augsburg.

## Leben
Er wuchs im ostholsteinischen Eutin auf, wo er 1987 an der Johann-Heinrich-Voß-Schule das Abitur ablegte. Nach dem anschließenden Wehrdienst bei der Marine studierte er von 1988 bis 1993 Rechtswissenschaft in Trier und Nancy. Er war Stipendiat der Studienstiftung des deutschen Volkes. Von 1993 bis 1995 war er wissenschaftlicher Mitarbeiter an der Humboldt-Universität zu Berlin, dann absolvierte er bis 1997 das Referendariat in Berlin (mit Stationen an der Deutschen Botschaft in Paris und beim Honorargeneralkonsul Haifa). Er wurde 1997 durch die Juristische Fakultät der Humboldt-Universität promoviert, seine Arbeit über Europäisches Parlament und Haushaltsverfassungsrecht wurde mit einem Europa-Preis des Vereins Berliner Kaufleute und Industrieller (VBKI) ausgezeichnet. 
Von 1998 bis 2004 war Rossi wissenschaftlicher Assistent an der Humboldt-Universität, wo er sich 2004 habilitierte und die Venia legendi für Staats- und Verwaltungsrecht, Europarecht, Finanzrecht sowie Gesetzgebungslehre erhielt. Danach vertrat er von 2005 bis 2008 Lehrstühle an den Universitäten Augsburg, Bremen sowie Karlsruhe und nahm eine Gastprofessur an der National Law School of India University in Bangalore wahr. Seit Juni 2008 ist er Inhaber des Lehrstuhls für Staats- und Verwaltungsrecht, Europarecht sowie Gesetzgebungslehre an der Universität Augsburg. Von 2004 bis 2012 hielt er jährlich Vorlesungen als Gastprofessor an der Universität Paris-Nanterre; weiter Gastprofessuren führten ihn 2009 an die Universitäten Bergamo und Brescia.

## Schriften (Auswahl)
- Europäisches Parlament und Haushaltsverfassungsrecht. Eine kritische Betrachtung der parlamentarischen Haushaltsbefugnisse (Zugl.: Berlin, Humboldt-Univ., Diss.), Berlin-Verlag Spitz, Berlin 1997, ISBN 3-87061-664-4.
- Informationszugangsfreiheit und Verfassungsrecht. Zu den Wechselwirkungen zwischen Informationsfreiheitsgrenzen und der Verfassungsordnung in Deutschland, Duncker & Humblot, Berlin 2004, ISBN 3-428-11593-7.
- Informationsfreiheitsgesetz. Handkommentar, Nomos, Baden-Baden 2006, ISBN 3-8329-1418-8.
- mit Ivo Appel: Finanzmarktkrise und Enteignung. Zur Vereinbarkeit des Rettungsübernahmegesetzes mit Verfassungs- und Europarecht, Nomos, Baden-Baden 2009, ISBN 978-3-8329-4831-3.
- Möglichkeiten und Grenzen des Informationshandelns des Bundesrechnungshofes. Baden-Baden 2012, ISBN 3-8329-7695-7.
- Rechtliche Grundlagen der Zugänglichkeit geologischer Daten, Nomos, Baden-Baden 2016, ISBN 978-3-8487-3683-6.